# Hallucination (Sissal-sang)
"Hallucination" er en sang af den færøske sanger og sangskriver Sissal. Den beskrives som en oplevelse af at møde en person med en stærk forbindelse, og den blev udgivet den 6. februar 2025 gennem Virgin. Den blev skrevet af Sissal sammen med Chris Rohde-Frisk, Line Spangsberg, Linnea Deb, Malthe Johansen, Marcus Winther-John og Melanie Gabriella Hayrapetian. Sangen repræsenterede Danmark i Eurovision Song Contest 2025.

## Eurovision Song Contest

### Dansk Melodi Grand Prix2025
Dansk Melodi Grand Prix 2025 var den nationale finale, der blev arrangeret af Danmarks Radio (DR) for at udvælge den danske repræsentant til Eurovision Song Contest 2025. I 2025 konkurrerede otte bidrag i en tv-transmitteret finale, der blev afholdt den 1. marts 2025. Vinderen blev kåret over to afstemningsrunder. I første runde, der var åben mellem 24. og 28. februar 2025, og igen under livefinalen den 1. marts, kvalificerede de tre bedste sange sig til en superfinale, hvor en anden afstemningsrunde afgjorde vinderen. Resultaterne af begge runder var baseret på en 50/50-kombination af stemmer fra offentligheden og et jurypanel bestående af 10 internationale medlemmer og 10 danske medlemmer.
Sissal blev officielt annonceret til at konkurrere i Dansk Melodi Grand Prix 2025 den 6. februar 2025. I finalen gik sangen videre til superfinalen sammen med to andre bidrag, nemlig "The Unluckiest Boy Alive" af Adel the Second og "Proud" af Tim Schou. Sangen vandt til sidst superfinalen med 20 point fra juryen og 18 point fra televoteringen, hvilket gav den i alt 38 point, og dermed vandt den konkurrencen og den danske plads i Eurovision Song Contest 2025.

### Til Eurovision
Eurovision Song Contest 2025 fandt sted i St. Jakobshalle i Basel, Schweiz, og bestod af to semifinaler afholdt henholdsvis den 13. og 15. maj og finalen den 17. maj 2025. Under lodtrækningen den 28. januar 2025 blev Danmark trukket til den anden semifinale, hvor de optrådte i anden halvdel af showet. Sissal blev senere trukket til at optræde som nummer 11. Danmark kvalificerede sig til finalen for første gang siden 2019.
I forbindelse med Eurovision-optrædenen adskilte iscenesættelsen sig fra produktionen i Dansk Melodi Grand Prix 2025 efter kritik af den originale optræden, også fremsat af Sissal selv.  Erik Struve Hansen, chef for Dansk Melodi Grand Prix, afslørede i et interview, at Sissal vil blive ledsaget af fire dansere på scenen, sammen med et større stykke stof, der omgiver Sissal, samt at hun vil kunne skifte farver og bevæge sig gennem en vindmaskine, beskrevet som en "efterligning af følelsen af en hallucination". Derudover havde Sissal et sort og hvidt outfit på, som senere ændrede sig til et blåt outfit under forestillingen.
Sissal gentog sin optræden i den store finale den 17. maj. Sangen blev fremført som nummer 22. Danmark endte på en 23. plads med 47 point, 45 point af juryen og 2 point af seerne.